# 호린험

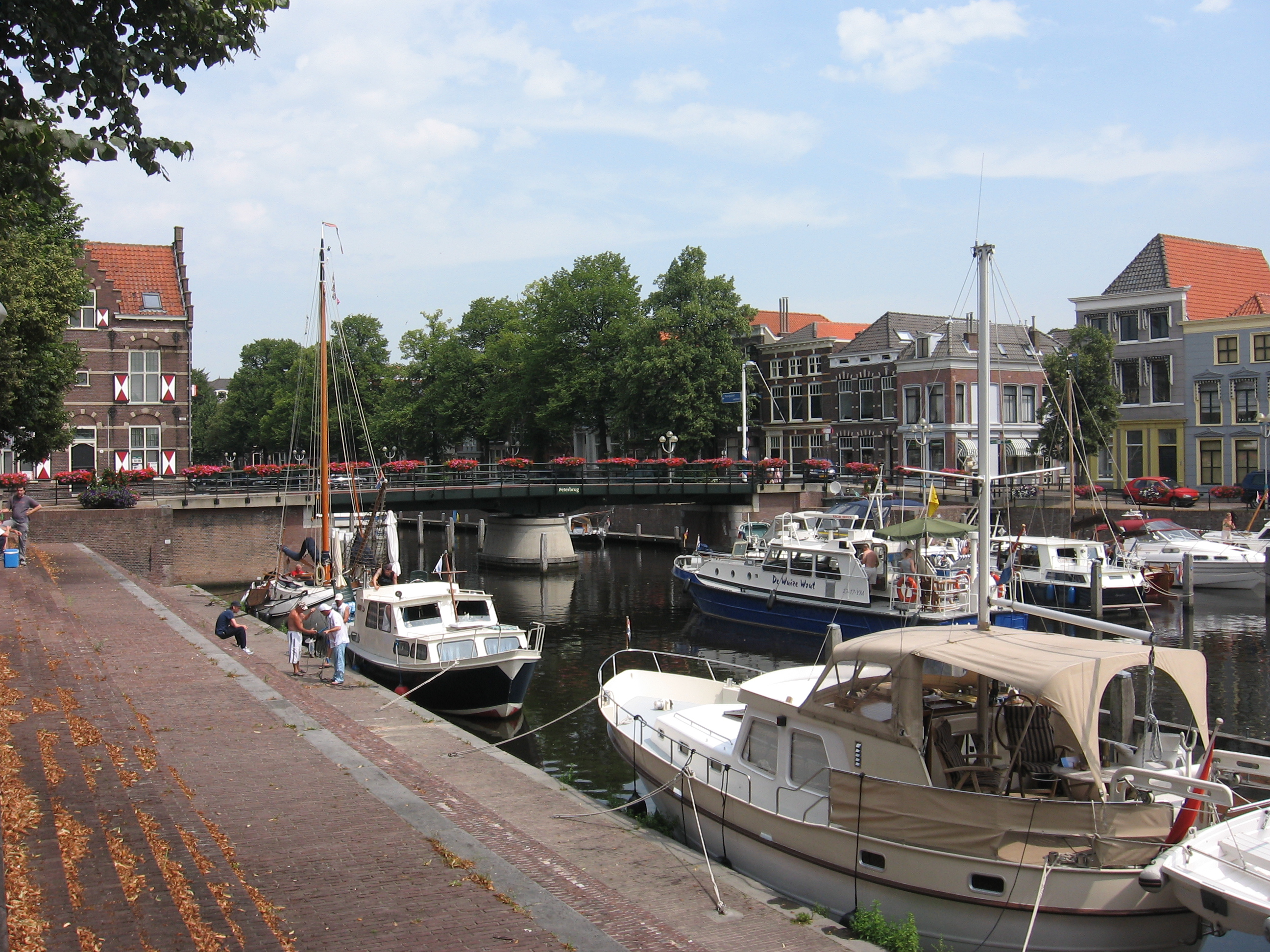

호린험(네덜란드어: Gorinchem 듣기 (도움말·정보)) 또는 호르큄(Gorkum 듣기 (도움말·정보))은 네덜란드 자위트홀란트주의 도시이다. 출신 인물로 헨드릭 하멀 등이 있다. 자매 도시로 대한민국의 강진군 등이 있다.